# Tamara Toumanova
Tamara Vladimirovna Toumanova (właśc. Tamara Vladimirovna Khassidovitch; ur. 2 marca 1919 w Tiumeni, zm. 29 maja 1996 w Santa Monica) – gruzińsko-amerykańska balerina i aktorka filmowa. Była określana mianem „czarnej perły” rosyjskiego baletu.

## Filmografia
Opracowano na podstawie materiału źródłowego:
- 1942: Spanish fiesta (film krótkometrażowy)
- 1944: Dni chwały – jako Nina Ivanova
- 1953: Tonight We Sing – jako Anna Pawłowa
- 1954: Z głębi serca – jako Gaby Deslys
- 1956: Zaproszenie do tańca – jako dziewczyna na schodach „Ring Around the Rosy”
- 1966: Rozdarta kurtyna – jako balerina
- 1970: Prywatne życie Sherlocka Holmesa – jako madame Pietrowa